# Komo (Insel)
Komo ist eine Insel im Süden der Lau-Inseln im Pazifischen Ozean. Politisch gehört sie zur Eastern Division des Inselstaates Fidschi. 

## Geographie
Komo liegt in der Korosee, rund 40 km nordöstlich von Kabara, 18 km nördlich von Namuka-i-Lau sowie 12 km westlich von Moce. Die nierenförmige Insel ist 1,5 km lang, bis zu 500 m breit und weist eine Fläche von rund 0,5 km² auf. Sie ist dicht mit Kokospalmen bewachsen und erreicht eine Höhe von 82 m über dem Meer. Die Insel ist weitläufig von einem nahezu geschlossenen Korallenriff umsäumt, das lediglich im Norden zwei Passagen, East und West Passage, in die Lagune aufweist. 250 m westlich von Komo (bei 18° 41′ S, 178° 39′ W) liegt das kleine Eiland Komo Ndriti (dt. „Klein-Komo“), das mit einem Unterwasserriff mit Komo verbunden ist. An der Südwestküste Komos befindet sich mit Komo Village das einzige Dorf der Insel, welches administrativ zur Insel Kabara, einem der 13 traditionellen Distrikte (Tikina) der Provinz Lau, gehört.